# Chevy Chase (CDP, Maryland)
Chevy Chase est une census-designated place située dans le comté de Montgomery, dans l’État du Maryland, aux États-Unis. Lors du recensement de 2020, elle comptait 10 176 habitants.